# كييتارو كوغا
كييتارو كوغا (باليابانية: 古賀 鯨太朗) (27 أبريل 1991 في كاناغاوا في اليابان – )؛ هو لاعب كرة قدم ياباني سابق كان يلعب كمدافع.

## وصلات خارجية
- كييتارو كوغا على موقع رابطة كرة القدم اليابانية للمحترفين (اليابانية)